# Madhuca longistyla
Espèce
Statut de conservation UICN

 VU B1+2c : Vulnérable
Classification phylogénétique
Madhuca longistyla est une espèce de plantes à fleurs de la famille des Sapotaceae. C'est grand arbre de canopée endémique à la Malaisie péninsulaire.

## Répartition
Endémique aux forêts primaires de basse altitude et de marécages du Perak.

## Conservation
L'espèce est menacée par la déforestation et l'exploitation forestière.